# Merkules
Cole Stevenson, känd som Merkules, född 27 september 1992 i Surrey, British Columbia, Kanada, är en kanadensisk hiphopartist. Cole Stevenson började rappa när han var 16 och kallade sig då för Merk Mikz.

## Biografi
Merkules har alltid varit fascinerad av hiphop och han började skriva låttexter redan när han var i tioårsåldern, han började dock inte göra musik förrän han var sexton år. Stevenson har uppträtt på en känd freestylebattle-turnering som heter King of the Dot. 
Vid 16 års ålder blev Cole attackerad av några äldre tonåringar när han skulle gå hem sent på kvällen. Attacken gav honom stora ärr på kinderna och nära hans ögon. Han har fortfarande ångest på grund av händelsen, men musiken hjälper honom att fly från sina problem.
Av rapparen Busta Rhymes lärde sig Merkules att rappa snabbt och hans musikstil är influerad av artisterna Eminem, Big L och Big Pun. Genom att göra covers av deras låtar lärde sig Merkules om rytm, flöde och kadens.

## Diskografi

### Mixtapes
- Bad And Boujee Remix
- Black Beatles Remix
- Closer Remix
- Fuck Up The Commas Remix
- Mask Off Remix
- Panda Remix
- Shape Of You Remix
- Sucker For Pain Remix

### Album
- Side Efex
- Anxious
- Tryna get it
- Creepy from the Hood
- Way Down
- Muddy
- Kush-Ups - EP
- Canadian Bacon
- Bacon Bits
- Hunger Pains
- Scars
- Trust Your Gut
- Cole